# ماركوس مارتن
ماركوس مارتن (29 أبريل 1842 - 5 يونيو 1908) (بالإنجليزية: Marcus Martin)‏ هو لاعب كريكت بريطاني.